# Intensitate a câmpului electric
În electromagnetism, intensitatea câmpului electric este o mărime fizică vectorială ce definește un câmp electric și se definește ca fiind raportul dintre forța exercitată asupra unei sarcini test  și valoarea acestei sarcini:
{\displaystyle {\vec {E}}={\frac {\vec {F}}{q}}.}
Vectorul intensitate a câmpului electric este astfel vectorul forță pe unitatea de sarcină pozitivă în punctul în care se află sarcina test. Dimensiunea câmpului electric este forța pe unitatea de sarcină electrică, N/C (cu notațiile cunoscute: N - newton; C -coulomb). Intensitatea câmpului electric poate fi  de asemenea exprimată ca volt pe metru, V/m. Cele două moduri de exprimare sunt echivalente:
1 N/C = 1 V/m
În cazul unui câmp generat de o sarcină punctiformă Q, aplicând legea lui Coulomb se obține modulul intensității câmpului într-un punct situat la distanța r față de sarcina generatoare:
{\displaystyle E={\frac {Q}{4\pi \varepsilon r^{2}}}.}
Această mărime poate fi un parametru de forță generalizată. 